# Puendeluna
Puendeluna (Puen de Luna en aragonés) es un municipio español perteneciente a la provincia de Zaragoza y la comarca de las Cinco Villas, en el partido judicial de Ejea de los Caballeros y la comunidad autónoma de Aragón. El municipio se extiende por la margen derecha del río Gállego. Es uno de los lugares donde se habla la lengua aragonesa.

## Geografía
Puendeluna se encuentra situado a orillas del río Gállego. Su nombre deriva de que en este lugar, que pertenecía al cercano pueblo de Luna, había un puente construido en época romana. 
Pertenece a la comarca de las Cinco Villas, aunque es un municipio colindante con la comarca oscense de la Hoya de Huesca.

## Historia
La razón de ser de Puendeluna es la existencia de un puente para salvar el río Gállego, ubicado en el eje de la vía romana que unía la comarca de las Cinco Villas con la ruta que, partiendo de Zaragoza, se dirigía hacia los Pirineos y hacia la actual Francia. Dicho puente existía ya en época romana, y fue objeto de sucesivas reconstrucciones.
La zona es reconquistada a los musulmanes en el siglo XI, siendo por esas fechas cuando se debe repoblar el pueblo, siendo la repoblación del mismo de origen eclesiástico. No obstante, poco después pasa a pertenecer a la familia de los Luna y al Concejo de Luna en tanto que aldea del mismo.
La importancia del puente se destaca por el hecho de que en el año 1346 el rey Pedro IV de Aragón concedió el pontazgo, o derecho de cobro de un peaje por el uso del puente, a Luna (ya que en esas fechas Puendeluna era una aldea de Luna) durante cinco años, para la reconstrucción del puente afectado por una riada, siendo el privilegio ampliado por cuatro años más en 1348. Hay que tener en cuenta que ya en el año 1265 el pontazgo rentaba al Concejo de Luna la cifra de 200 libras jaquesas.

## Demografía
Puendeluna cuenta con una población de 42 habitantes (INE 2024).
| Gráfica de evolución demográfica de Puendeluna entre 1842 y 2021                                                                                                  |
| |
| Población de derecho según los censos de población del INE Población de hecho según los censos de población del INEEn este censo se denominaba Puen de Luna: 1842 |

## Administración y política
| Período   | Alcalde                    | Partido |  |
| --------- | -------------------------- | ------- |  |
| 1979-1983 | Antonio Gracia Rodés       | UCD     |  |
| 1983-1987 |                            |         |  |
| 1987-1991 |                            |         |  |
| 1991-1995 |                            |         |  |
| 1995-1999 |                            |         |  |
| 1999-2003 |                            |         |  |
| 2003-2007 |                            |         |  |
| 2007-2011 | José Antonio Martínez Ibor | PSOE    |  |
| 2011-2015 |                            |         |  |
| 2015-2019 | José Antonio Martínez Ibor | PSOE    |  |

| Partido político    | Partido político                                   | 2003   | 2007   | 2011   | 2015   |
| Partido político    | Partido político                                   | Ediles | Ediles | Ediles | Ediles |
|                     | Partido de los Socialistas de Aragón (PSOE-Aragón) | 1      | 1      | 1      | 1      |
|                     | Partido Popular de Aragón (PP)                     | —      | —      | —      | —      |
|                     | Partido Aragonés (PAR)                             | —      | —      | —      | —      |
| Total de concejales | Total de concejales                                | 1      | 1      | 1      | 1      |

## Cultura
Puendeluna es uno de los lugares donde se conserva el uso de la lengua aragonesa.

### Fiestas
- Romería a la ermita de la Virgen de Miramonte, el Domingo de Pascua.
- Fiestas de San Bartolomé el 24 de agosto.
- Fiestas de San Nicolás el 7 de diciembre.

### Patrimonio
- Puente romano sobre el río Gállego, del que se han hallado algunos vestigios.
- Miliario romano.
- Iglesia parroquial de San Nicolás, reformada en el siglo XVII. Conserva dos retablos góticos de la segunda mitad del siglo XV, así como algunas piezas de orfebrería litúrgica de los siglos XVI a XVIII.[4]